# Projeto Zveno
Zveno (em Russo: Звено) foi um projecto de aeronaves parasitas desenvolvido na União Soviética, durante os anos 30, pelo engenheiro aeronáutico Vladimir Vakhmistrov. Consistia numa nave-mãe Tupolev TB-1 ou Tupolev TB-3 que levava consigo entre dois a cinco caças. Dependendo da variante, os caças eram lançados a partir do bombardeiro ou recolhidas pelo bombardeiro, assim como poderiam reabastecer através do bombardeiro.
Durante a fase inicial da guerra entre a Alemanha Nazi e a União Soviética, uma força composta por um TB-3 e dois Polikarpov I-16, cada um armado com duas bombas de 250 kg, foi usada durante a guerra, alcançando bons resultados operacionais contra alvos estratégicos na Roménia. Esta foi, até hoje, a única vez na história que caças parasitas foram usados em batalha.